# Kamalapuram (mandal)
Kamalapuram là một trong 50 mandal thuộc huyện Kadapa district, bang Andhra Pradesh. The mandal is bounded by Yerraguntla, Proddutur, Chapad, Khajipet, Vallur, Pendlimarri và Veerapunayunipalle mandals.